# Lista rekordów Formuły 1
Lista rekordów Formuły 1 od sezonu 1950. Pogrubiony tekst oznacza posiadacza rekordu ciągle biorącego udział w mistrzostwach.

## Kierowcy i konstruktorzy
Stan na 21 lipca 2024.

### Liczba startów
| P  | Kierowca           | Starty | P  | Konstruktor | Starty |
| -- | ------------------ | ------ | -- | ----------- | ------ |
| 1  | Fernando Alonso    | 413    | 1  | Ferrari     | 2295   |
| 2  | Kimi Räikkönen     | 350    | 2  | McLaren     | 1920   |
| 3  | Lewis Hamilton     | 350    | 3  | Williams    | 1740   |
| 4  | Rubens Barrichello | 325    | 4  | / Lotus     | 1463   |
| 5  | Michael Schumacher | 308    | 5  | Brabham     | 926    |
| 6  | Jenson Button      | 270    | 7  | Tyrrell     | 844    |
| 7  | Sebastian Vettel   | 299    | 6  | / Renault   | 809    |
| 8  | Felipe Massa       | 270    | 8  | Sauber      | 741    |
| 9  | Riccardo Patrese   | 256    | 9  | Red Bull    | 764    |
| 10 | Jarno Trulli       | 252    | 10 | Minardi     | 658    |

#### Zdobyte tytuły (Mistrz Świata Kierowców)
| P | Kierowca           | Tytuły | P       | Konstruktor | Tytuły |
| - | ------------------ | ------ | ------- | ----------- | ------ |
| 1 | Michael Schumacher | 7      | 1       | Ferrari     | 15     |
| 1 | Lewis Hamilton     | 7      | 2       | McLaren     | 9      |
| 3 | Juan Manuel Fangio | 5      | 3       | Williams    | 8      |
| 4 | Max Verstappen     | 4      | 3       | Mercedes    | 8      |
| 4 | Alain Prost        | 4      | / Lotus | 6           |        |
| 5 | Sebastian Vettel   | 4      | 4       | Red Bull    | 6      |
| 5 | Jack Brabham       | 3      | 6       | Brabham     | 4      |
| 5 | Niki Lauda         | 3      | 6       | Tyrrell     | 3      |
| 5 | Nelson Piquet      | 3      | 8       | Alfa Romeo  | 2      |
| 5 | Ayrton Senna       | 3      | 9       | / Benetton  | 2      |
| 5 | Jackie Stewart     | 3      | 9       | / Cooper    | 2      |
|   |                    |        | 9       | Maserati    | 2      |
|   |                    |        | 9       | / Renault   | 2      |

### Zdobyte tytuły (Mistrz Świata Konstruktorów)
| P  | Konstruktor | Tytuły |
| -- | ----------- | ------ |
| 1  | Ferrari     | 16     |
| 2  | Williams    | 9      |
| 3  | McLaren     | 8      |
| =  | Mercedes    | 8      |
| 5  | / Lotus     | 7      |
| =  | Red Bull    | 7      |
| 7  | Brabham     | 2      |
| =  | Cooper      | 2      |
| =  | / Renault   | 2      |
| 10 | / Benetton  | 1      |
| =  | Brawn       | 1      |
| =  | BRM         | 1      |
| =  | Matra       | 1      |
| =  | Tyrrell     | 1      |
| =  | Vanwall     | 1      |

### Wygrane wyścigi

#### Liczba zwycięstw
| P  | Kierowca              | Zwycięstwa | P  | Konstruktor | Zwycięstwa | P  | Silnik               | Zwycięstwa | P | Opony       | Zwycięstwa |
| -- | --------------------- | ---------- | -- | ----------- | ---------- | -- | -------------------- | ---------- | - | ----------- | ---------- |
| 1  | Lewis Hamilton        | 105        | 1  | Ferrari     | 243        | 1  | Ferrari              | 244        | 1 | Goodyear    | 368        |
| 2  | Michael Schumacher    | 91         | 2  | McLaren     | 183        | 2  | Mercedes             | 215        | 2 | Pirelli     | 298        |
| 3  | Max Verstappen        | 62         | 3  | Mercedes    | 127        | 3  | Renault              | 178        | 3 | Bridgestone | 175        |
| 4  | Sebastian Vettel      | 53         | 5  | Williams    | 114        | 4  | Ford                 | 176        | 4 | Michelin    | 102        |
| 5  | Alain Prost           | 51         | 4  | / Red Bull  | 111        | 5  | Honda                | 89         | 5 | Dunlop      | 83         |
| 6  | Ayrton Senna          | 41         | 6  | / Lotus     | 81         | 6  | Climax               | 40         | 6 | Firestone   | 49         |
| 7  | Fernando Alonso       | 32         | 7  | Brabham     | 35         | 7  | Red Bull Powertrains | 33         | 7 | Englebert   | 7          |
| 8  | Nigel Mansell         | 31         | =  | / Renault   | 35         | 8  | TAG                  | 26         | 8 | Continental | 10         |
| 9  | Jackie Stewart        | 27         | 9  | / Benetton  | 27         | 9  | BMW                  | 20         |   |             |            |
| 10 | Niki Lauda/ Jim Clark | 25         | 10 | Tyrrell     | 23         | 10 | BRM                  | 17         |   |             |            |

#### Procentowa liczba zwycięstw
| P  | Kierowca           | Zwycięstwa | P  | Konstruktor | Zwycięstwa |
| -- | ------------------ | ---------- | -- | ----------- | ---------- |
| 1  | Juan Manuel Fangio | 46,15%     | 1  | Brawn       | 47,06%     |
| 3  | Alberto Ascari     | 39,39%     | 2  | Mercedes    | 42,96%     |
| 2  | Jim Clark          | 34,25%     | 3  | Vanwall     | 31,03%     |
| 4  | Lee Wallard        | 33,33%     | 4  | Red Bull    | 30,25%     |
| =  | Bill Vukovich      | 33,33%     | 5  | Ferrari     | 22,67%     |
| 6  | Max Verstappen     | 31,63%     | 6  | McLaren     | 19,39%     |
| 7  | Lewis Hamilton     | 31,02%     | 7  | Matra       | 14,75%     |
| 8  | Michael Schumacher | 29,55%     | 8  | Matra       | 14,75%     |
| 9  | Jackie Stewart     | 27,00%     | 9  | Williams    | 13,82%     |
| 10 | Ayrton Senna       | 25,31%     | 10 | Cooper      | 12,40%     |

#### Liczba zwycięstw w pojedynczym sezonie
| P  | Kierowca           | Sezon | Zwycięstwa | P  | Konstruktor | Sezon | Zwycięstwa |  |
| -- | ------------------ | ----- | ---------- | -- | ----------- | ----- | ---------- |  |
| 1  | Max Verstappen     | 2023  | 19         | 1  | Red Bull    | 2023  | 21         |  |
| 2  | Max Verstappen     | 2022  | 15         | 2  | Mercedes    | 2016  | 19         |  |
| 3  | Sebastian Vettel   | 2013  | 13         | 3  | Red Bull    | 2022  | 17         |  |
| 4  | Sebastian Vettel   | 2011  | 11         | 4  | Mercedes    | 2014  | 16         |  |
| 5  | Michael Schumacher | 2002  | 11         | =  | Mercedes    | 2015  | 16         |  |
| =  | Lewis Hamilton     | 2014  | 11         | 6  | Ferrari     | 2004  | 15         |  |
| =  | Lewis Hamilton     | 2018  | 11         | =  | Ferrari     | 2002  | 15         |  |
| =  | Lewis Hamilton     | 2019  | 11         | =  | McLaren     | 1988  | 15         |  |
| 9  | Lewis Hamilton     | 2015  | 10         | =  | Mercedes    | 2019  | 15         |  |
| =  | Lewis Hamilton     | 2016  | 10         | 10 | Red Bull    | 2013  | 13         |  |
| 11 | Nigel Mansell      | 1992  | 9          | 11 | McLaren     | 1984  | 12         |  |
| =  | Michael Schumacher | 2001  | 9          | =  | Williams    | 1996  | 12         |  |
| =  | Michael Schumacher | 2000  | 9          | =  | Red Bull    | 2011  | 12         |  |
| =  | Michael Schumacher | 1995  | 9          | =  | Mercedes    | 2017  | 12         |  |

#### Procentowa liczba zwycięstw w pojedynczym sezonie
Lista zawiera jedynie ukończone sezony.
| P  | Kierowca           | Sezon | Zwycięstwa | P  | Konstruktor | Sezon | Zwycięstwa |
| -- | ------------------ | ----- | ---------- | -- | ----------- | ----- | ---------- |
| 1  | Max Verstappen     | 2023  | 86,36%     | 2  | RBR         | 2023  | 95,45%     |
| 2  | Alberto Ascari     | 1952  | 75,00%     | 1  | McLaren     | 1988  | 93,75%     |
| 3  | Michael Schumacher | 2004  | 72,22%     | 3  | Mercedes    | 2016  | 90,48%     |
| 4  | Jim Clark          | 1963  | 70,00%     | 4  | Ferrari     | 2002  | 88,24%     |
| 5  | Sebastian Vettel   | 2013  | 68,42%     | 5  | Ferrari     | 1952  | 87,50%     |
| 6  | Juan Manuel Fangio | 1954  | 66,67%     | 6  | Alfa Romeo  | 1950  | 85,71%     |
| 7  | Max Verstappen     | 2022  | 68,18%     | 7  | Mercedes    | 2014  | 84,21%     |
| 8  | Michael Schumacher | 2002  | 64,70%     | =  | Mercedes    | 2015  | 84,21%     |
| 9  | Jim Clark          | 1965  | 65,00%     | 9  | Ferrari     | 2004  | 83,33%     |
| =  | Sebastian Vettel   | 2011  | 57,89%     | 10 | Ferrari     | 1953  | 77,78%     |
| 11 | Lewis Hamilton     | 2014  | 57,89%     | 11 | Red Bull    | 2022  | 77,27%     |

#### Liczba zwycięstw po starcie z pole position
| P  | Kierowca           | Zwycięstwa |
| -- | ------------------ | ---------- |
| 1  | Lewis Hamilton     | 61         |
| 2  | Michael Schumacher | 40         |
| 3  | Sebastian Vettel   | 31         |
| 4  | Ayrton Senna       | 29         |
| 5  | Max Verstappen     | 26         |
| 6  | Alain Prost        | 18         |
| 7  | Nigel Mansell      | 17         |
| 8  | Jim Clark          | 15         |
| =  | Nico Rosberg       | 15         |
| 10 | Fernando Alonso    | 14         |

#### Liczba zwycięstw po starcie z pole position w pojedynczym sezonie
| P | Kierowca           | Sezon | Zwycięstwa |
| - | ------------------ | ----- | ---------- |
| 1 | Max Verstappen     | 2023  | 12         |
| 2 | Nigel Mansell      | 1992  | 9          |
| = | Sebastian Vettel   | 2011  | 9          |
| 4 | Michael Schumacher | 2004  | 8          |
| = | Sebastian Vettel   | 2013  | 8          |
| = | Lewis Hamilton     | 2017  | 8          |
| 7 | Ayrton Senna       | 1988  | 7          |
| = | Ayrton Senna       | 1991  | 7          |
| = | Lewis Hamilton     | 2015  | 7          |
| = | Lewis Hamilton     | 2016  | 7          |
| = | Lewis Hamilton     | 2018  | 7          |
| = | Max Verstappen     | 2022  | 7          |

#### Liczba zwycięstw po starcie z pole position i przy ustanowieniu najszybszego okrążenia
| P  | Kierowca           | Zwycięstwa |
| -- | ------------------ | ---------- |
| 1  | Michael Schumacher | 22         |
| 2  | Lewis Hamilton     | 19         |
| 3  | Jim Clark          | 11         |
| 4  | Max Verstappen     | 10         |
| 5  | Juan Manuel Fangio | 9          |
| 6  | Alain Prost        | 8          |
| =  | Sebastian Vettel   | 8          |
| 8  | Alberto Ascari     | 7          |
| =  | Ayrton Senna       | 7          |
| 10 | Nigel Mansell      | 5          |
| =  | Damon Hill         | 5          |
| =  | Mika Häkkinen      | 5          |
| =  | Fernando Alonso    | 5          |

#### Liczba zwycięstw po starcie z pole position, przy ustanowieniu najszybszego okrążenia i przy prowadzeniu od startu do mety
| P | Kierowca           | Zwycięstwa |
| - | ------------------ | ---------- |
| 1 | Jim Clark          | 8          |
| 2 | Lewis Hamilton     | 7          |
| 3 | Alberto Ascari     | 5          |
| = | Michael Schumacher | 5          |
| 5 | Jackie Stewart     | 4          |
| = | Ayrton Senna       | 4          |
| = | Nigel Mansell      | 4          |
| = | Sebastian Vettel   | 4          |
| 9 | Nelson Piquet      | 3          |
| = | Max Verstappen     | 3          |

#### Liczba wyścigów w trakcie pojedynczego sezonu, podczas których samochody tego samego konstruktora uplasowały się na dwóch pierwszych pozycjach
| P  | Konstruktor | Sezon | Dublety |
| -- | ----------- | ----- | ------- |
| 1  | Mercedes    | 2015  | 12      |
| 2  | Mercedes    | 2014  | 11      |
| 3  | McLaren     | 1988  | 10      |
| 4  | Ferrari     | 2002  | 9       |
| =  | Mercedes    | 2019  | 9       |
| 6  | Ferrari     | 2004  | 8       |
| =  | Mercedes    | 2016  | 8       |
| 8  | Williams    | 1992  | 6       |
| =  | Williams    | 1996  | 6       |
| 10 | Red Bull    | 2022  | 5       |

### Pozycje na podium

#### Liczba pozycji na podium
| P  | Kierowca           | Podia | P  | Konstruktor | Podia | P  | Silnik   | Podia | P | Opony       | Podia |
| -- | ------------------ | ----- | -- | ----------- | ----- | -- | -------- | ----- | - | ----------- | ----- |
| 1  | Lewis Hamilton     | 200   | 1  | Ferrari     | 811   | 1  | Ferrari  | 779   | 1 | Goodyear    | 1138  |
| 2  | Michael Schumacher | 155   | 2  | McLaren     | 503   | 2  | Ford     | 533   | 2 | Pirelli     | 703   |
| 3  | Sebastian Vettel   | 122   | 3  | Williams    | 315   | 3  | Mercedes | 495   | 3 | Bridgestone | 482   |
| 4  | Alain Prost        | 106   | 4  | Mercedes    | 288   | 4  | Renault  | 456   | 4 | Michelin    | 318   |
| 5  | Fernando Alonso    | 105   | 5  | / Red Bull  | 259   | 6  | Honda    | 191   | 5 | Dunlop      | 237   |
| 6  | Kimi Räikkönen     | 103   | 6  | / Lotus     | 197   | 5  | Climax   | 104   | 6 | Firestone   | 143   |
| 7  | Max Verstappen     | 100   | 7  | Brabham     | 123   | 7  | BMW      | 86    | 7 | Englebert   | 42    |
| 8  | Ayrton Senna       | 81    | 8  | / Renault   | 103   | 8  | BRM      | 65    | 8 | Continental | 18    |
| 9  | Rubens Barrichello | 68    | 9  | / Benetton  | 102   | 9  | TAG      | 54    |   |             |       |
| 10 | David Coulthard    | 62    | 10 | Tyrrell     | 96    | 10 | Maserati | 44    |   |             |       |

#### Procentowa liczba pozycji na podium
| P  | Kierowca              | Podium  |
| -- | --------------------- | ------- |
| 1  | Dorino Serafini       | 100,00% |
| 2  | Luigi Fagioli         | 85,71%  |
| 3  | Juan Manuel Fangio    | 67,31%  |
| 4  | Lewis Hamilton        | 59,34%  |
| 5  | Giuseppe Farina       | 58,82%  |
| 6  | José Froilán González | 55,56%  |
| 7  | Max Verstappen        | 52,97%  |
| 8  | Alain Prost           | 52,48%  |
| 9  | Alberto Ascari        | 51,52%  |
| 10 | Michael Schumacher    | 50,32%  |

#### Liczba pozycji na podium w pojedynczym sezonie
| P  | Kierowca           | Sezon | Podia | P  | Konstruktor | Sezon | Podia |
| -- | ------------------ | ----- | ----- | -- | ----------- | ----- | ----- |
| 1  | Max Verstappen     | 2023  | 21    | 1  | Mercedes    | 2016  | 33    |
| 2  | Max Verstappen     | 2021  | 18    | 2  | Mercedes    | 2015  | 32    |
| 3  | Michael Schumacher | 2002  | 17    | =  | Mercedes    | 2019  | 32    |
| =  | Sebastian Vettel   | 2011  | 17    | 4  | Mercedes    | 2014  | 31    |
| =  | Lewis Hamilton     | 2015  | 17    | 5  | Red Bull    | 2023  | 30    |
| =  | Lewis Hamilton     | 2016  | 17    | 6  | Ferrari     | 2004  | 29    |
| =  | Lewis Hamilton     | 2018  | 17    | 7  | Red Bull    | 2022  | 28    |
| =  | Lewis Hamilton     | 2019  | 17    | 8  | Ferrari     | 2002  | 27    |
| =  | Max Verstappen     | 2022  | 17    | =  | Red Bull    | 2011  | 27    |
| 10 | Sebastian Vettel   | 2013  | 16    | 10 | Mercedes    | 2017  | 26    |
| =  | Lewis Hamilton     | 2014  | 16    | 11 | McLaren     | 1988  | 25    |
| =  | Nico Rosberg       | 2016  | 16    | =  | Mercedes    | 2018  | 25    |
| 13 | Fernando Alonso    | 2005  | 15    |    |             |       |       |
| =  | Michael Schumacher | 2004  | 15    |    |             |       |       |
| =  | Nico Rosberg       | 2014  | 15    |    |             |       |       |
| =  | Valtteri Bottas    | 2019  | 15    |    |             |       |       |

### Pole-postition

#### Liczba pole-position
| P  | Kierowca           | Liczba PP | P | Konstruktor | Liczba PP | P | Silnik     | Liczba PP | P | Opony       | Liczba PP |    |
| -- | ------------------ | --------- | - | ----------- | --------- | - | ---------- | --------- | - | ----------- | --------- | -- |
| 1  | Lewis Hamilton     | 104       | 1 | Ferrari     | 244       | 1 | Ferrari    | 229       | 1 | Goodyear    | 358       |    |
| 2  | Michael Schumacher | 68        | 2 | McLaren     | 156       | 2 | Renault    | 213       | 2 | Pirelli     | 231       |    |
| 3  | Ayrton Senna       | 65        | 3 | Mercedes    | 138       | 3 | Mercedes   | 203       | 3 | Bridgestone | 168       |    |
| 4  | Sebastian Vettel   | 57        | 4 | Williams    | 128       | 4 | Ford       | 139       | 4 | Michelin    | 111       |    |
| 5  | Jim Clark          | 33        | 5 | / Lotus     | 107       | 5 | Honda      | 79        | 5 | Dunlop      | 76        |    |
| =  | Alain Prost        | 33        | 6 | Red Bull    | 92        | 6 | Climax     | 44        | 6 | Firestone   | 60        |    |
| 7  | Nigel Mansell      | 32        | 7 | / Renault   | 50        | 7 | BMW        | 33        | 7 | Englebert   | 14        |    |
| =  | Max Verstappen     | 32        | 8 | Brabham     | 39        | 8 | Alfa Romeo | 15        | 8 | Continental | 8         | 14 |
| 9  | Nico Rosberg       | 30        | 9 | / Benetton  | 15        | 9 | Maserati   | 11        |   |             |           |    |
| 10 | Juan Manuel Fangio | 29        | 9 | Tyrrell     | 14        | = | BRM        | 11        |   |             |           |    |

#### Procentowa liczba pole position
| P  | Kierowca           | pole-position |
| -- | ------------------ | ------------- |
| 1  | Juan Manuel Fangio | 55,77%        |
| 2  | Jim Clark          | 45,21%        |
| 3  | Alberto Ascari     | 42,42%        |
| 4  | Ayrton Senna       | 40,12%        |
| 5  | Lewis Hamilton     | 31,90%        |
| 6  | Stirling Moss      | 23,88%        |
| 7  | Michael Schumacher | 22,08%        |
| 8  | Jerry Hoyt         | 20,00%        |
| =  | Duke Nalon         | 20,00%        |
| 10 | Sebastian Vettel   | 19,06%        |

#### Liczba pole-position w pojedynczym sezonie
| P | Kierowca           | Sezon | Liczba PP | P  | Konstruktor | Sezon | Liczba PP |
| - | ------------------ | ----- | --------- | -- | ----------- | ----- | --------- |
| 1 | Sebastian Vettel   | 2011  | 15        | 1  | Mercedes    | 2016  | 20        |
| 2 | Nigel Mansell      | 1992  | 14        | 2  | Red Bull    | 2011  | 18        |
| 3 | Alain Prost        | 1993  | 13        | =  | Mercedes    | 2014  | 18        |
| = | Ayrton Senna       | 1989  | 13        | =  | Mercedes    | 2015  | 18        |
| = | Ayrton Senna       | 1988  | 13        | 5  | McLaren     | 1988  | 15        |
| 6 | Lewis Hamilton     | 2016  | 12        | =  | Red Bull    | 2010  | 15        |
| = | Max Verstappen     | 2023  | 12        | =  | Williams    | 1993  | 15        |
| 8 | Mika Häkkinen      | 1999  | 11        | =  | Williams    | 1992  | 15        |
| = | Michael Schumacher | 2001  | 11        | =  | Mercedes    | 2017  | 15        |
| = | Nico Rosberg       | 2014  | 11        | 10 | Mercedes    | 2018  | 14        |
| = | Lewis Hamilton     | 2015  | 11        | =  | Red Bull    | 2023  | 14        |
| = | Lewis Hamilton     | 2017  | 11        |    |             |       |           |
| = | Lewis Hamilton     | 2018  | 11        |    |             |       |           |

#### Procentowa liczba pole-position w pojedynczym sezonie
Lista zawiera jedynie ukończone sezony.
| P | Kierowca           | Sezon | pole-position |
| - | ------------------ | ----- | ------------- |
| 1 | Nigel Mansell      | 1992  | 87,50%        |
| 2 | Ayrton Senna       | 1988  | 81,25%        |
| = | Ayrton Senna       | 1989  | 81,25%        |
| = | Alain Prost        | 1993  | 81,25%        |
| 5 | Sebastian Vettel   | 2011  | 78,95%        |
| 6 | Juan Manuel Fangio | 1956  | 75,00%        |
| 7 | Jim Clark          | 1963  | 70,00%        |
| 8 | Mika Häkkinen      | 1999  | 68,75%        |
| 9 | Jim Clark          | 1962  | 66,67%        |
| = | Alberto Ascari     | 1953  | 66,67%        |

### Zdobyte punkty

#### Liczba zdobytych punktów
| P  | Kierowca           | Punkty | P  | Konstruktor   | Punkty |
| -- | ------------------ | ------ | -- | ------------- | ------ |
| 1  | Lewis Hamilton     | 4595.5 | 1  | Ferrari       | 10 528 |
| 2  | Sebastian Vettel   | 3098   | 2  | Mercedes      | 7325,5 |
| 3  | Max Verstappen     | 2502,5 | 3  | Red Bull      | 7119   |
| 4  | Fernando Alonso    | 2244   | 4  | McLaren       | 655,1  |
| 5  | Kimi Räikkönen     | 1873   | 5  | Williams      | 3655   |
| 6  | Valtteri Bottas    | 1797   | 6  | / Lotus       | 2031   |
| 7  | Nico Rosberg       | 1592,5 | 7  | / Renault     | 1777   |
| 8  | Michael Schumacher | 1566   | 8  | / Force India | 1096   |
| 9  | Daniel Ricciardo   | 1317   | 9  | / Benetton    | 851,5  |
| 10 | Jenson Button      | 1247   | 10 | Brabham       | 843    |

#### Średnia liczba punktów na wyścig
Lista nie zawiera kierowców startujących jedynie w wyścigu Indianapolis 500.
| P  | Kierowca           | Punkty |
| -- | ------------------ | ------ |
| 2  | Lewis Hamilton     | 14,10  |
| 1  | Max Verstappen     | 13,98  |
| 3  | Sebastian Vettel   | 10,36  |
| 4  | Charles Leclerc    | 8,50   |
| 5  | Valtteri Bottas    | 8,30   |
| 6  | Nico Rosberg       | 7,73   |
| 7  | Fernando Alonso    | 6,00   |
| 8  | Daniel Ricciardo   | 5,60   |
| 9  | Kimi Räikkönen     | 5,35   |
| 10 | Juan Manuel Fangio | 5,34   |

#### Średnia liczba punktów na wyścig w przeliczeniu na obecnie stosowany system punktacji
Lista nie zawiera kierowców startujących jedynie w wyścigu Indianapolis 500.
| P  | Kierowca           | Punkty |
| -- | ------------------ | ------ |
| 1  | Juan Manuel Fangio | 16,08  |
| 2  | Lewis Hamilton     | 14,10  |
| 3  | Max Verstappen     | 13,47  |
| 4  | Alberto Ascari     | 13,22  |
| 5  | Giuseppe Farina    | 12,79  |
| 6  | Michael Schumacher | 12,63  |
| 7  | Alain Prost        | 12,36  |
| 8  | Jim Clark          | 11,76  |
| 9  | Ayrton Senna       | 11,56  |
| 10 | Jackie Stewart     | 11,18  |

#### Liczba wyścigów zakończonych na punktowanych miejscach
| P  | Kierowca           | Punktował |
| -- | ------------------ | --------- |
| 1  | Lewis Hamilton     | 284       |
| 2  | Fernando Alonso    | 246       |
| 3  | Michael Schumacher | 221       |
| 4  | Kimi Räikkönen     | 219       |
| =  | Sebastian Vettel   | 219       |
| 6  | Felipe Massa       | 166       |
| =  | Sergio Perez       | 166       |
| 8  | Jenson Button      | 162       |
| 10 | Max Verstappen     | 145       |

#### Procentowa liczba wyścigów zakończonych na punktowanych miejscach
| P  | Kierowca             | Punktował |
| -- | -------------------- | --------- |
| 1  | Dorino Serafini      | 100,00%   |
| =  | Eric Thompson        | 100,00%   |
| =  | Oscar Alfredo Gálvez | 100,00%   |
| 4  | Lewis Hamilton       | 85,71%    |
| 5  | Luigi Fagioli        | 85,71%    |
| 6  | Max Verstappen       | 80,44%    |
| 7  | Juan Manuel Fangio   | 82,69%    |
| 8  | Giuseppe Farina      | 75,76%    |
| 9  | Lando Norris         | 73,47%    |
| 10 | Sebastian Vettel     | 73,25%    |

#### Liczba zdobytych punktów w pojedynczym sezonie
| P  | Kierowca         | Sezon | Punkty | P  | Konstruktor | Sezon | Punkty |
| -- | ---------------- | ----- | ------ | -- | ----------- | ----- | ------ |
| 1  | Max Verstappen   | 2023  | 575    | 1  | Red Bull    | 2023  | 860    |
| 2  | Max Verstappen   | 2022  | 454    | 2  | Mercedes    | 2016  | 765    |
| 3  | Lewis Hamilton   | 2019  | 413    | 3  | Red Bull    | 2022  | 759    |
| 4  | Lewis Hamilton   | 2019  | 408    | 4  | Mercedes    | 2019  | 739    |
| 5  | Sebastian Vettel | 2013  | 397    | 5  | Mercedes    | 2015  | 703    |
| 6  | Lewis Hamilton   | 2021  | 387,5  | 6  | Mercedes    | 2014  | 701    |
| =  | Max Verstappen   | 2021  | 395,5  | 7  | Mercedes    | 2017  | 668    |
| 8  | Sebastian Vettel | 2011  | 392    | 8  | Mercedes    | 2018  | 655    |
| 9  | Nico Rosberg     | 2016  | 385    | 9  | Red Bull    | 2011  | 650    |
| 10 | Lewis Hamilton   | 2014  | 384    | 10 | Red Bull    | 2013  | 596    |
| 11 | Lewis Hamilton   | 2015  | 381    | 11 | Ferrari     | 2018  | 571    |

### Najszybsze okrążenia

#### Liczba najszybszych okrążeń
| P  | Kierowca           | Najszybsze okr. | P  | Konstruktor | Najszybsze okr. | P  | Silnik     | Najszybsze okr. | P | Opony       | Najszybsze okr. |
| -- | ------------------ | --------------- | -- | ----------- | --------------- | -- | ---------- | --------------- | - | ----------- | --------------- |
| 1  | Michael Schumacher | 77              | 1  | Ferrari     | 260             | 1  | Ferrari    | 260             | 1 | Goodyear    | 361             |
| 2  | Lewis Hamilton     | 65              | 2  | McLaren     | 162             | 2  | Mercedes   | 175             | 2 | Pirelli     | 237             |
| 3  | Kimi Räikkönen     | 46              | 3  | Williams    | 133             | 3  | Renault    | 174             | 3 | Bridgestone | 170             |
| 4  | Alain Prost        | 41              | 4  | Mercedes    | 105             | 4  | Ford       | 160             | 4 | Michelin    | 108             |
| 5  | Sebastian Vettel   | 38              | 5  | Red Bull    | 94              | 5  | Honda      | 65              | 5 | Dunlop      | 79              |
| 6  | Nigel Mansell      | 30              | 6  | / Lotus     | 75              | 6  | Climax     | 44              | 6 | Firestone   | 53              |
| 7  | Max Verstappen     | 29              | 7  | Brabham     | 41              | 7  | BMW        | 33              | 7 | Englebert   | 13              |
| 8  | Jim Clark          | 28              | =  | / Benetton  | 36              | 8  | Alfa Romeo | 20              | 8 | Continental | 9               |
| 9  | Mika Häkkinen      | 25              | 9  | / Renault   | 33              | 9  | TAG        | 18              |   |             |                 |
| 10 | Niki Lauda         | 24              | 10 | Tyrrell     | 20              | 10 | Maserati   | 17              |   |             |                 |
| =  | Fernando Alonso    | 24              |    |             |                 |    |            |                 |   |             |                 |

#### Procentowa liczba najszybszych okrążeń
| P  | Kierowca              | Najszybsze okrążenia |
| -- | --------------------- | -------------------- |
| 1  | Masahiro Hasemi       | 100,00%              |
| 2  | Bill Vukovich         | 60,00%               |
| 3  | Lee Wallard           | 50,00%               |
| 4  | Juan Manuel Fangio    | 45,10%               |
| 5  | Jim Clark             | 38,89%               |
| 6  | Alberto Ascari        | 37,50%               |
| 7  | Stirling Moss         | 28,79%               |
| 8  | Michael Schumacher    | 25,16%               |
| 9  | José Froilán González | 23,08%               |
| 10 | Alain Prost           | 20,60%               |

#### Liczba najszybszych okrążeń w pojedynczym sezonie
| P | Kierowca           | Sezon | Najszybsze okrążenia | P | Konstruktor | Sezon | Najszybsze okrążenia |
| - | ------------------ | ----- | -------------------- | - | ----------- | ----- | -------------------- |
| 1 | Mika Häkkinen      | 2000  | 10                   | 1 | Ferrari     | 2004  | 14                   |
| = | Kimi Räikkönen     | 2008  | 10                   | 2 | Ferrari     | 2008  | 13                   |
| = | Kimi Räikkönen     | 2005  | 10                   | 3 | Ferrari     | 2007  | 12                   |
| = | Michael Schumacher | 2004  | 10                   | = | Ferrari     | 2002  | 12                   |
| 5 | Nigel Mansell      | 1992  | 8                    | = | McLaren     | 2005  | 12                   |
| = | Michael Schumacher | 1995  | 8                    | = | McLaren     | 2000  | 12                   |
| = | Michael Schumacher | 1994  | 8                    | = | Red Bull    | 2013  | 12                   |
| = | Lewis Hamilton     | 2015  | 8                    | = | Mercedes    | 2014  | 12                   |
| 9 | Damon Hill         | 1994  | 7                    | 9 | Williams    | 1996  | 11                   |
| = | Nelson Piquet      | 1987  | 7                    | = | Williams    | 1987  | 11                   |
| = | Michael Schumacher | 2006  | 7                    |   |             |       |                      |
| = | Michael Schumacher | 2002  | 7                    |   |             |       |                      |
| = | Mark Webber        | 2011  | 7                    |   |             |       |                      |
| = | Sebastian Vettel   | 2013  | 7                    |   |             |       |                      |
| = | Lewis Hamilton     | 2014  | 7                    |   |             |       |                      |
| = | Lewis Hamilton     | 2017  | 7                    |   |             |       |                      |
| = | Valtteri Bottas    | 2018  | 7                    |   |             |       |                      |

#### Procentowa liczba najszybszych okrążeń w pojedynczym sezonie
Lista zawiera jedynie ukończone sezony.
| P  | Kierowca           | Sezon | Najszybsze okrążenia |
| -- | ------------------ | ----- | -------------------- |
| 1  | Alberto Ascari     | 1952  | 75,00%               |
| 2  | Juan Manuel Fangio | 1951  | 62,50%               |
| 3  | Jim Clark          | 1963  | 60,00%               |
| =  | Jim Clark          | 1965  | 60,00%               |
| 5  | Jim Clark          | 1962  | 55,55%               |
| =  | Michael Schumacher | 2004  | 55,55%               |
| =  | Kimi Räikkönen     | 2008  | 55,55%               |
| 8  | Mika Häkkinen      | 2000  | 52,94%               |
| 9  | Kimi Räikkönen     | 2005  | 52,63%               |
| 10 | Juan Manuel Fangio | 1956  | 50,00%               |
| =  | Nigel Mansell      | 1992  | 50,00%               |
| =  | Michael Schumacher | 1994  | 50,00%               |

### Okrążenia na prowadzeniu

#### Liczba wyścigów, podczas których jeden kierowca prowadził od startu do mety
| P  | Kierowca           | Wyścigi |
| -- | ------------------ | ------- |
| 1  | Lewis Hamilton     | 22      |
| 2  | Ayrton Senna       | 21      |
| 3  | Max Verstappen     | 19      |
| 4  | Sebastian Vettel   | 15      |
| 5  | Jim Clark          | 13      |
| 6  | Michael Schumacher | 11      |
| 7  | Jackie Stewart     | 11      |
| 8  | Nigel Mansell      | 9       |
| 9  | Alberto Ascari     | 7       |
| 10 | Alain Prost        | 7       |
| =  | Nico Rosberg       | 7       |

#### Liczba wyścigów, podczas których dany kierowca przewodził stawce przynajmniej na jednym okrążeniu
| P  | Kierowca           | Wyścigi |
| -- | ------------------ | ------- |
| 1  | Lewis Hamilton     | 156     |
| 2  | Michael Schumacher | 142     |
| 3  | Sebastian Vettel   | 105     |
| 4  | Ayrton Senna       | 86      |
| 5  | Alain Prost        | 84      |
| =  | Fernando Alonso    | 84      |
| 7  | Kimi Räikkönen     | 83      |
| 8  | David Coulthard    | 62      |
| 9  | Nelson Piquet      | 58      |
| 10 | Nigel Mansell      | 55      |

#### Łączna liczba okrążeń na prowadzeniu
| P  | Kierowca           | Okrążenia |
| -- | ------------------ | --------- |
| 1  | Michael Schumacher | 5111      |
| 2  | Lewis Hamilton     | 4867      |
| 3  | Sebastian Vettel   | 3495      |
| 4  | Ayrton Senna       | 2931      |
| 5  | Alain Prost        | 2683      |
| 6  | Nigel Mansell      | 2091      |
| 7  | Jim Clark          | 1943      |
| 8  | Jackie Stewart     | 1919      |
| 9  | Fernando Alonso    | 1767      |
| 10 | Nelson Piquet      | 1600      |

## Wiek kierowców
Stan na 21 lipca 2024 r.

### Najmłodszy uczestnik wyścigu
| P | Kierowca          | Grand Prix        | Pozycja | Wiek            |
| - | ----------------- | ----------------- | ------- | --------------- |
| 1 | Max Verstappen    | GP Australii 2015 | NU      | 17 lat, 166 dni |
| 2 | Lance Stroll      | GP Australii 2017 | NU      | 18 lat, 148 dni |
| 3 | Lando Norris      | GP Australii 2019 | 12      | 19 lat, 124 dni |
| 4 | Jaime Alguersuari | GP Węgier 2009    | 15      | 19 lat, 125 dni |
| 5 | Mike Thackwell    | GP Kanady 1980    | NU      | 19 lat, 182 dni |
| 6 | Ricardo Rodriguez | GP Włoch 1961     | NU      | 19 lat, 208 dni |
| 7 | Fernando Alonso   | GP Australii 2001 | 12      | 19 lat, 218 dni |
| 8 | Esteban Tuero     | GP Australii 1998 | NU      | 19 lat, 320 dni |
| 9 | Chris Amon        | GP Belgii 1963    | NU      | 19 lat, 324 dni |
| = | Daniił Kwiat      | GP Australii 2014 | 9       | 19 lat, 324 dni |

### Najmłodszy zdobywca tytułu
| P  | Kierowca           | Sezon | Wiek             |
| -- | ------------------ | ----- | ---------------- |
| 1  | Sebastian Vettel   | 2010  | 23 lata, 134 dni |
| 2  | Lewis Hamilton     | 2008  | 23 lata, 300 dni |
| 3  | Fernando Alonso    | 2005  | 24 lata, 59 dni  |
| 4  | Max Verstappen     | 2021  | 24 lata, 66 dni  |
| 5  | Emerson Fittipaldi | 1972  | 25 lat, 303 dni  |
| 6  | Michael Schumacher | 1994  | 25 lat, 314 dni  |
| 7  | Niki Lauda         | 1975  | 26 lat, 197 dni  |
| 8  | Jacques Villeneuve | 1997  | 26 lat, 200 dni  |
| 9  | Jim Clark          | 1963  | 27 lat, 174 dni  |
| 10 | Kimi Räikkönen     | 2007  | 28 lat, 4 dni    |

### Najstarszy uczestnik wyścigu
| P  | Kierowca           | Grand Prix      | Pozycja | Wiek             |
| -- | ------------------ | --------------- | ------- | ---------------- |
| 1  | Louis Chiron       | GP Monako 1955  | 6       | 55 lat, 292 dni  |
| 2  | Philippe Étancelin | GP Francji 1952 | 8       | 55 lat, 191 dni  |
| 3  | Arthur Legat       | GP Belgii 1953  | NU      | 54 lata, 232 dni |
| 4  | Luigi Fagioli      | GP Francji 1951 | 1/11    | 53 lata, 22 dni  |
| 5  | Adolf Brudes       | GP Niemiec 1952 | NU      | 52 lata, 293 dni |
| 6  | Hans Stuck         | GP Włoch 1953   | 14      | 52 lata, 229 dni |
| 7  | Bill Aston         | GP Niemiec 1952 | NU      | 52 lata, 126 dni |
| 8  | Clemente Biondetti | GP Włoch 1950   | NU      | 52 lata, 16 dni  |
| 9  | Louis Rosier       | GP Niemiec 1956 | 5       | 50 lat, 245 dni  |
| 10 | Rudolf Schoeller   | GP Niemiec 1952 | NU      | 50 lat, 98 dni   |

### Najmłodszy zwycięzca wyścigu
| P  | Kierowca         | Grand Prix                   | Wiek             |
| -- | ---------------- | ---------------------------- | ---------------- |
| 1  | Max Verstappen   | GP Hiszpanii 2016            | 18 lat, 228 dni  |
| 2  | Sebastian Vettel | GP Włoch 2008                | 21 lat, 74 dni   |
| 3  | Charles Leclerc  | GP Belgii 2019               | 21 lat, 320 dni  |
| 4  | Fernando Alonso  | GP Węgier 2003               | 22 lata, 26 dni  |
| 5  | Troy Ruttman     | Indianapolis 500 1952        | 22 lata, 80 dni  |
| 6  | Bruce McLaren    | GP Stanów Zjednoczonych 1959 | 22 lata, 104 dni |
| 7  | Lewis Hamilton   | GP Kanady 2007               | 22 lata, 154 dni |
| 8  | Oscar Piastri    | GP Węgier 2024               | 23 lata, 106 dni |
| 9  | Kimi Räikkönen   | GP Malezji 2003              | 23 lata, 157 dni |
| 10 | Robert Kubica    | GP Kanady 2008               | 23 lata, 184 dni |
| 10 |                  |                              |                  |

### Najstarszy zwycięzca wyścigu
| P  | Kierowca            | Grand Prix            | Wiek             |
| -- | ------------------- | --------------------- | ---------------- |
| 1  | Luigi Fagioli       | GP Francji 1951       | 53 lata, 22 dni  |
| 2  | Giuseppe Farina     | GP Niemiec 1953       | 46 lat, 276 dni  |
| 3  | Juan Manuel Fangio  | GP Niemiec 1957       | 46 lat, 41 dni   |
| 4  | Piero Taruffi       | GP Szwajcarii 1952    | 45 lat, 219 dni  |
| 5  | Jack Brabham        | GP RPA 1970           | 43 lata, 339 dni |
| 6  | Sam Hanks           | Indianapolis 500 1957 | 42 lata, 321 dni |
| 7  | Nigel Mansell       | GP Australii 1994     | 41 lat, 97 dni   |
| 8  | Lee Wallard         | Indianapolis 500 1951 | 40 lat, 264 dni  |
| 9  | Maurice Trintignant | GP Monako 1958        | 40 lat, 200 dni  |
| 10 | Graham Hill         | GP Monako 1969        | 40 lat, 92 dni   |

### Najmłodszy finiszujący na podium
| P  | Kierowca         | Grand Prix           | Pozycja | Wiek            |
| -- | ---------------- | -------------------- | ------- | --------------- |
| 1  | Max Verstappen   | GP Hiszpanii 2016    | 1       | 18 lat, 228 dni |
| 2  | Lance Stroll     | GP Azerbejdżanu 2017 | 3       | 18 lat, 239 dni |
| 3  | Lando Norris     | GP Austrii 2020      | 3       | 20 lat, 235 dni |
| 4  | Sebastian Vettel | GP Włoch 2008        | 1       | 21 lat, 74 dni  |
| 5  | Daniił Kwiat     | GP Węgier 2015       | 2       | 21 lat, 91 dni  |
| 6  | Kevin Magnussen  | GP Australii 2014    | 2       | 21 lat, 162 dni |
| 7  | Charles Leclerc  | GP Bahrajnu 2019     | 3       | 21 lat, 166 dni |
| 8  | Fernando Alonso  | GP Malezji 2003      | 3       | 21 lat, 237 dni |
| 9  | Robert Kubica    | GP Włoch 2006        | 3       | 21 lat, 278 dni |
| 10 | Ralf Schumacher  | GP Argentyny 1997    | 3       | 21 lat, 287 dni |

### Najmłodszy zdobywca pole position
| P  | Kierowca           | Grand Prix                            | Wiek             |
| -- | ------------------ | ------------------------------------- | ---------------- |
| 1  | Sebastian Vettel   | GP Włoch 2008                         | 21 lat, 72 dni   |
| 2  | Charles Leclerc    | GP Bahrajnu 2019                      | 21 lat, 165 dni  |
| 3  | Fernando Alonso    | GP Malezji 2003                       | 21 lat, 236 dni  |
| 4  | Max Verstappen     | GP Węgier 2019                        | 21 lat, 307 dni  |
| 5  | Rubens Barrichello | GP Belgii 1994                        | 22 lata, 97 dni  |
| 6  | Lewis Hamilton     | GP Kanady 2007                        | 22 lata, 153 dni |
| 7  | Andrea de Cesaris  | GP Stanów Zjednoczonych – Zachód 1982 | 22 lata, 308 dni |
| 8  | Nico Hülkenberg    | GP Brazylii 2010                      | 23 lata, 79 dni  |
| 9  | Robert Kubica      | GP Bahrajnu 2008                      | 23 lata, 120 dni |
| 10 | Jacky Ickx         | GP Niemiec 1968                       | 23 lata, 216 dni |

### Najstarszy zdobywca pole position
| P  | Kierowca           | Grand Prix                | Wiek             |
| -- | ------------------ | ------------------------- | ---------------- |
| 1  | Giuseppe Farina    | GP Argentyny 1954         | 47 lat, 79 dni   |
| 2  | Juan Manuel Fangio | GP Argentyny 1958         | 46 lat, 209 dni  |
| 3  | Jack Brabham       | GP Hiszpanii 1970         | 44 lata, 17 dni  |
| 4  | Mario Andretti     | GP Włoch 1982             | 42 lata, 196 dni |
| 5  | Nigel Mansell      | GP Australii 1994         | 41 lat, 97 dni   |
| 6  | Carlos Reutemann   | GP Las Vegas 1981         | 39 lat, 188 dni  |
| 7  | Graham Hill        | GP Wielkiej Brytanii 1968 | 39 lat, 156 dni  |
| 8  | Fred Agabashian    | Indianapolis 500 1952     | 38 lat, 283 dni  |
| 9  | Alain Prost        | GP Japonii 1993           | 38 lat, 241 dni  |
| 10 | Riccardo Patrese   | GP Węgier 1992            | 38 lat, 121 dni  |

### Najmłodszy zdobywca punktów
| P  | Kierowca          | Grand Prix                   | Pozycja | Wiek            |
| -- | ----------------- | ---------------------------- | ------- | --------------- |
| 1  | Max Verstappen    | GP Malezji 2015              | 7       | 17 lat, 180 dni |
| 2  | Lance Stroll      | GP Kanady 2017               | 9       | 18 lat, 225 dni |
| 3  | Lando Norris      | GP Bahrajnu 2019             | 6       | 19 lat, 138 dni |
| 4  | Daniił Kwiat      | GP Australii 2014            | 9       | 19 lat, 324 dni |
| 5  | Sebastian Vettel  | GP Stanów Zjednoczonych 2007 | 8       | 19 lat, 349 dni |
| 6  | Jaime Alguersuari | GP Malezji 2010              | 9       | 20 lat, 12 dni  |
| 7  | Jenson Button     | GP Brazylii 2000             | 6       | 20 lat, 67 dni  |
| 8  | Ricardo Rodríguez | GP Belgii 1962               | 4       | 20 lat, 123 dni |
| 9  | Sébastien Buemi   | GP Australii 2009            | 7       | 20 lat, 149 dni |
| 10 | Esteban Ocon      | GP Australii 2017            | 10      | 20 lat, 190 dni |

### Najmłodszy autor najszybszego okrążenia
| P  | Kierowca          | Grand Prix                | Wiek            |
| -- | ----------------- | ------------------------- | --------------- |
| 1  | Max Verstappen    | GP Brazylii 2016          | 19 lat, 44 dni  |
| 2  | Lando Norris      | GP Austrii 2020           | 20 lat, 235 dni |
| 3  | Nico Rosberg      | GP Bahrajnu 2006          | 20 lat, 258 dni |
| 4  | Charles Leclerc   | GP Bahrajnu 2019          | 21 lat, 166 dni |
| 5  | Esteban Gutiérrez | GP Hiszpanii 2013         | 21 lat, 280 dni |
| 6  | Fernando Alonso   | GP Kanady 2003            | 21 lat, 321 dni |
| 7  | Bruce McLaren     | GP Wielkiej Brytanii 1959 | 21 lat, 322 dni |
| 8  | Sebastian Vettel  | GP Wielkiej Brytanii 2009 | 21 lat, 353 dni |
| 9  | Daniił Kwiat      | GP Hiszpanii 2016         | 22 lata, 19 dni |
| 10 | Lewis Hamilton    | GP Malezji 2007           | 22 lata, 91 dni |

### Najmłodszy kierowca prowadzący w wyścigu
| P  | Kierowca          | Grand Prix            | Wiek            |
| -- | ----------------- | --------------------- | --------------- |
| 1  | Max Verstappen    | GP Hiszpanii 2016     | 18 lat, 228 dni |
| 2  | Sebastian Vettel  | GP Japonii 2007       | 20 lat, 89 dni  |
| 3  | Sébastien Buemi   | GP Kanady 2010        | 21 lat, 225 dni |
| 4  | Fernando Alonso   | GP Malezji 2003       | 21 lat, 237 dni |
| 5  | Robert Kubica     | GP Włoch 2006         | 21 lat, 278 dni |
| 6  | Esteban Gutiérrez | GP Hiszpanii 2013     | 21 lat, 280 dni |
| 7  | Jimmy Davies      | Indianapolis 500 1951 | 21 lat, 285 dni |
| 8  | Sergio Pérez      | GP Malezji 2012       | 22 lata, 60 dni |
| 9  | Lewis Hamilton    | GP Australii 2007     | 22 lata, 70 dni |
| 10 | Troy Ruttman      | Indianapolis 500 1952 | 22 lata, 80 dni |

## Czasy
Maksymalna prędkość bolidu może przekroczyć 400 km/h – jest to zależne od przełożenia skrzyni biegów i ustawienia elementów aerodynamicznych, lecz takie wartości nie są uzyskiwane w wyścigach, gdyż proste są zbyt krótkie, a bardziej liczy się prędkość podczas pokonywania zakrętów. Na torze najwyższą uzyskał Juan Pablo Montoya na torze Autodromo Nazionale di Monza prowadząc bolid McLaren MP4-20. Wyniosła ona 386 km/h, a było to w roku 2005.
Natomiast na lotnisku wojskowym na Pustyni Mojave (USA) lekko zmodyfikowany (pozbawiony tylnego skrzydła) bolid Hondy rozpędził się do 413 km/h.
Stan na 27 listopada 2011.

### Wyścig
| P  | Grand Prix    | Tor   | Kierowca             | Konstruktor      | Średnia prędkość |
| -- | ------------- | ----- | -------------------- | ---------------- | ---------------- |
| 1  | GP Włoch 2003 | Monza | Michael Schumacher   | Ferrari          | 247,586 km/h     |
| 2  | GP Włoch 2003 | Monza | Juan Pablo Montoya   | Williams-BMW     | 247,292 km/h     |
| 3  | GP Włoch 2005 | Monza | Juan Pablo Montoya   | McLaren-Mercedes | 247,097 km/h     |
| 4  | GP Włoch 2005 | Monza | Fernando Alonso      | Renault          | 246,960 km/h     |
| 5  | GP Włoch 2003 | Monza | Rubens Barrichello   | Ferrari          | 246,930 km/h     |
| 6  | GP Włoch 2003 | Monza | Kimi Räikkönen       | McLaren-Mercedes | 246,875 km/h     |
| 7  | GP Włoch 2005 | Monza | Giancarlo Fisichella | Renault          | 246,107 km/h     |
| 8  | GP Włoch 2003 | Monza | Marc Gené            | Williams-BMW     | 246,047 km/h     |
| 9  | GP Włoch 2005 | Monza | Kimi Räikkönen       | McLaren-Mercedes | 245,844 km/h     |
| 10 | GP Włoch 2006 | Monza | Michael Schumacher   | Ferrari          | 245,814 km/h     |

### Najszybsze okrążenie
| P | Grand Prix    | Tor   | Kierowca           | Konstruktor      | Czas          | Szybkość     |
| - | ------------- | ----- | ------------------ | ---------------- | ------------- | ------------ |
| 1 | GP Włoch 2004 | Monza | Rubens Barrichello | Ferrari          | 1:21.046 Min. | 257,321 km/h |
| 2 | GP Włoch 2005 | Monza | Kimi Räikkönen     | McLaren-Mercedes | 1:21.504 Min. | 255,875 km/h |
| 3 | GP Włoch 2003 | Monza | Michael Schumacher | Ferrari          | 1:21.832 Min. | 254,849 km/h |
| 4 | GP Włoch 1993 | Monza | Damon Hill         | Williams-Renault | 1:23.575 Min. | 249,835 km/h |
| 5 | GP Włoch 2002 | Monza | Rubens Barrichello | Ferrari          | 1:23.657 Min. | 249,289 km/h |

## Rekordy torów
W tabelach podano rekordy na ostatnio używanych wersjach torów.
Stan na 12 września 2020.

### Kwalifikacje
| Nazwa toru                  | Miejscowość          | Grand Prix                | Kierowca           | Konstruktor        | Czas     |
| --------------------------- | -------------------- | ------------------------- | ------------------ | ------------------ | -------- |
| Adelaide                    | Adelaide             | GP Australii 1993         | Ayrton Senna       | McLaren-Ford       | 1:13,371 |
| Aida                        | Aida                 | GP Pacyfiku 1994          | Ayrton Senna       | Williams-Renault   | 1:10,218 |
| Ain-Diab                    | Casablanca           | GP Maroka 1958            | Mike Hawthorn      | Ferrari            | 2:23,100 |
| Aintree                     | Liverpool            | GP Wielkiej Brytanii 1962 | Jim Clark          | Lotus-Climax       | 1:53,600 |
| Albert Park                 | Melbourne            | GP Australii 2019         | Lewis Hamilton     | Mercedes           | 1:20,486 |
| Anderstorp                  | Anderstorp           | GP Szwecji 1978           | Mario Andretti     | Lotus-Ford         | 1:22,058 |
| Austin                      | Austin               | GP USA 2019               | Valtteri Bottas    | Mercedes           | 1:32,028 |
| AVUS                        | Berlin               | GP Niemiec 1959           | Tony Brooks        | Ferrari            | 2:05,900 |
| Baku                        | Baku                 | GP Azerbejdżanu 2019      | Valtteri Bottas    | Mercedes           | 1:40,495 |
| Brands Hatch                | Kent                 | GP Wielkiej Brytanii 1986 | Nelson Piquet      | Williams-Honda     | 1:06,961 |
| Bremgarten                  | Bremgarten bei Bern  | GP Szwajcarii 1951        | Juan Manuel Fangio | Alfa Romeo         | 2:35,900 |
| Buddh International Circuit | Greater Noida        | GP Indii 2013             | Sebastian Vettel   | Red Bull-Renault   | 1:24,119 |
| Buenos Aires                | Buenos Aires         | GP Argentyny 1997         | Jacques Villeneuve | Williams-Renault   | 1:24,473 |
| Caesars Palace              | Las Vegas            | GP Las Vegas 1982         | Alain Prost        | Renault            | 1:16,356 |
| Catalunya                   | Montmelo             | GP Hiszpanii 2019         | Valtteri Bottas    | Mercedes           | 1:15,406 |
| Clermont-Ferrand            | Clermont-Ferrand     | GP Francji 1972           | Chris Amon         | Matra              | 2:53,400 |
| Dallas                      | Dallas               | GP USA 1984               | Nigel Mansell      | Lotus-Renault      | 1:37,041 |
| Detroit                     | Detroit              | GP USA – Wschód 1986      | Ayrton Senna       | Lotus-Renault      | 1:38,301 |
| Dijon-Prenois               | Dijon                | GP Szwajcarii 1982        | Alain Prost        | Renault            | 1:01,380 |
| Donington Park              | Leicestershire       | GP Europy 1993            | Alain Prost        | Williams-Renault   | 1:10,458 |
| East London                 | East London          | GP RPA 1965               | Jim Clark          | Lotus-Climax       | 1:27,200 |
| Estoril                     | Estoril              | GP Portugalii 1996        | Damon Hill         | Williams-Renault   | 1:20,330 |
| Fuji                        | Shizuoka             | GP Japonii 2008           | Lewis Hamilton     | McLaren-Mercedes   | 1:18,404 |
| Gilles Villeneuve           | Montreal             | GP Kanady 2019            | Sebastian Vettel   | Scuderia Ferrari   | 1:10,240 |
| Hockenheim                  | Hockenheim           | GP Niemiec 2018           | Sebastian Vettel   | Scuderia Ferrari   | 1:11,212 |
| Hungaroring                 | Budapeszt            | GP Węgier 2019            | Lewis Hamilton     | Mercedes           | 1:13,447 |
| Imola                       | Imola                | GP San Marino 2004        | Jenson Button      | BAR-Honda          | 1:19,753 |
| Indianapolis                | Indianapolis         | GP USA 2004               | Rubens Barrichello | Ferrari            | 1:10,223 |
| Interlagos                  | São Paulo            | GP Brazylii 2018          | Lewis Hamilton     | Mercedes           | 1:07,281 |
| Istanbul Park               | Stambuł              | GP Turcji 2011            | Sebastian Vettel   | Red Bull-Renault   | 1:25,049 |
| Jacarepaguá                 | Rio de Janeiro       | GP Brazylii 1989          | Ayrton Senna       | McLaren-Honda      | 1:25,302 |
| Járama                      | Járama               | GP Hiszpanii 1981         | Jacques Laffite    | Ligier-Matra       | 1:13,754 |
| Jerez                       | Jerez de la Frontera | GP Europy 1997            | Jacques Villeneuve | Williams-Renault   | 1:21,072 |
| Kyalami                     | Kyalami              | GP RPA 1992               | Nigel Mansell      | Williams-Renault   | 1:15,486 |
| Le Mans                     | Le Mans              | GP Francji 1967           | Graham Hill        | Lotus-Ford         | 1:36,200 |
| Long Beach                  | Long Beach           | GP USA – Zachód 1983      | Patrick Tambay     | Ferrari            | 1:26,117 |
| Magny-Cours                 | Nevers               | GP Francji 2004           | Fernando Alonso    | Renault            | 1:13,698 |
| Marina Bay                  | Singapur             | GP Singapuru 2018         | Lewis Hamilton     | Mercedes           | 1:36,015 |
| Meksyk                      | Meksyk               | GP Meksyku 2018           | Daniel Ricciardo   | Red Bull-TAG Heuer | 1:14,759 |
| Monsanto Park               | Lizbona              | GP Portugalii 1959        | Stirling Moss      | Cooper-Climax      | 2:02,890 |
| Monte Carlo                 | Monako               | GP Monako 2019            | Lewis Hamilton     | Mercedes           | 1:10,166 |
| Mont-Tremblant              | Saint-Jovite         | GP Kanady 1970            | Jackie Stewart     | Tyrrell-Ford       | 1:31,500 |
| Montjuïc Park               | Barcelona            | GP Hiszpanii 1973         | Ronnie Peterson    | Lotus-Ford         | 1:21,800 |
| Monza                       | Monza                | GP Włoch 2020             | Lewis Hamilton     | Mercedes           | 1:18,887 |
| Mosport Park                | Bowmanville          | GP Kanady 1977            | Mario Andretti     | Lotus-Ford         | 1:11,385 |
| Mugello                     | Mugello              | GP Toskanii 2020          | Lewis Hamilton     | Mercedes           | 1:15,144 |
| Nivelles-Baulers            | Nivelles             | GP Belgii 1974            | Clay Regazzoni     | Ferrari            | 1:09,820 |
| Nürburgring                 | Nürburg              | GP Europy 2004            | Michael Schumacher | Ferrari            | 1:28,351 |
| Paul Ricard                 | Castellet            | GP Francji 2019           | Lewis Hamilton     | Mercedes           | 1:28,319 |
| Pedralbes                   | Barcelona            | GP Hiszpanii 1951         | Alberto Ascari     | Ferrari            | 2:10,590 |
| Pescara                     | Pescara              | GP Pescara 1957           | Juan Manuel Fangio | Maserati           | 9:44,600 |
| Phoenix                     | Phoenix              | GP USA 1991               | Ayrton Senna       | McLaren-Honda      | 1:21,434 |
| Porto                       | Porto                | GP Portugalii 1960        | John Surtees       | Lotus-Climax       | 2:25,560 |
| Red Bull Ring               | Spielberg            | GP Styrii 2020            | Valtteri Bottas    | Mercedes           | 1:02,939 |
| Reims-Gueux                 | Reims                | GP Francji 1966           | Lorenzo Bandini    | Ferrari            | 2:07,800 |
| Riverside                   | Riverside            | GP USA 1960               | Stirling Moss      | Lotus-Climax       | 1:54,400 |
| Rouen-les-Essarts           | Rouen                | GP Francji 1968           | Jochen Rindt       | Brabham-Repco      | 1:56,100 |
| Sakhir                      | Sakhir               | GP Bahrajnu 2019          | Charles Leclerc    | Scuderia Ferrari   | 1:27,866 |
| Sebring                     | Sebring              | GP USA 1959               | Stirling Moss      | Cooper-Climax      | 3:00,000 |
| Sepang                      | Kuala Lumpur         | GP Malezji 2017           | Lewis Hamilton     | Mercedes           | 1:30,076 |
| Shanghai                    | Szanghaj             | GP Chin 2018              | Sebastian Vettel   | Scuderia Ferrari   | 1:31,095 |
| Silverstone                 | Silverstone          | GP Wielkiej Brytanii 2019 | Lewis Hamilton     | Mercedes           | 1:24,303 |
| Sochi                       | Soczi                | GP Rosji 2018             | Valtteri Bottas    | Mercedes           | 1:31,387 |
| Spa-Francorchamps           | Stavelot             | GP Belgii 2020            | Lewis Hamilton     | Mercedes           | 1:41,252 |
| Suzuka                      | Suzuka               | GP Japonii 2019           | Sebastian Vettel   | Ferrari            | 1:27,064 |
| Valencia                    | Walencja             | GP Europy 2011            | Sebastian Vettel   | Red Bull-Renault   | 1:36,975 |
| Watkins Glen                | Watkins Glen         | GP USA 1980               | Bruno Giacomelli   | Alfa Romeo         | 1:33,291 |
| Yas Marina                  | Abu Zabi             | GP Abu Zabi 2019          | Lewis Hamilton     | Mercedes           | 1:34,779 |
| Yeongam                     | Yeongam              | GP Korei Południowej 2010 | Sebastian Vettel   | Red Bull-Renault   | 1:35,585 |
| Zandvoort                   | Zandvoort            | GP Holandii 1985          | Nelson Piquet      | Brabham-BMW        | 1:11,074 |
| Zeltweg                     | Zeltweg              | GP Austrii 1964           | Graham Hill        | BRM                | 1:09,800 |
| Zolder                      | Heusden Zolder       | GP Belgii 1984            | Michele Alboreto   | Ferrari            | 1:14,846 |

| P | Kierowca           | Liczba rekordów | P | Konstruktor | Liczba rekordów |
| - | ------------------ | --------------- | - | ----------- | --------------- |
| 1 | Lewis Hamilton     | 14              | 1 | Mercedes    | 17              |
| 2 | Sebastian Vettel   | 8               | 2 | Ferrari     | 14              |
| 3 | Ayrton Senna       | 5               | 3 | / Lotus     | 10              |
| = | Valtteri Bottas    | 5               | 4 | Williams    | 7               |
| 5 | Stirling Moss      | 3               | 5 | Red Bull    | 5               |
| = | Alain Prost        | 3               | 6 | McLaren     | 4               |
| 7 | Nigel Mansell      | 2               | 7 | / Renault   | 3               |
| = | Mario Andretti     | 2               | 8 | Alfa Romeo  | 2               |
| = | Jim Clark          | 2               | = | Brabham     | 2               |
| = | Juan Manuel Fangio | 2               | = | Cooper      | 2               |
| = | Graham Hill        | 2               |   |             |                 |
| = | Nelson Piquet      | 2               |   |             |                 |
| = | Jacques Villeneuve | 2               |   |             |                 |

### Wyścig
| Nazwa toru                  | Miejscowość          | Grand Prix                | Kierowca              | Konstruktor        | Czas     |
| --------------------------- | -------------------- | ------------------------- | --------------------- | ------------------ | -------- |
| Adelaide                    | Adelaide             | GP Australii 1993         | Damon Hill            | Williams-Renault   | 1:15,381 |
| Aida                        | Aida                 | GP Pacyfiku 1994          | Michael Schumacher    | Benetton-Ford      | 1:14,023 |
| Ain-Diab                    | Casablanca           | GP Maroka 1958            | Stirling Moss         | Vanwall            | 2:22,500 |
| Aintree                     | Liverpool            | GP Wielkiej Brytanii 1962 | Jim Clark             | Lotus-Climax       | 1:55,000 |
| Albert Park                 | Melbourne            | GP Australii 2019         | Michael Schumacher    | Ferrari            | 1:24,125 |
| Anderstorp                  | Anderstorp           | GP Szwecji 1978           | Niki Lauda            | Brabham-Alfa Romeo | 1:24,836 |
| Austin                      | Austin               | GP USA 2019               | Charles Leclerc       | Ferrari            | 1:36,169 |
| AVUS                        | Berlin               | GP Niemiec 1959           | Tony Brooks           | Ferrari            | 2:04,500 |
| Baku                        | Baku                 | GP Azerbejdżanu 2019      | Charles Leclerc       | Ferrari            | 1:43,009 |
| Brands Hatch                | Kent                 | GP Wielkiej Brytanii 1986 | Nigel Mansell         | Williams-Honda     | 1:09,593 |
| Bremgarten                  | Bremgarten bei Bern  | GP Szwajcarii 1954        | Juan Manuel Fangio    | Mercedes           | 2:39,700 |
| Buddh International Circuit | Greater Noida        | GP Indii 2011             | Sebastian Vettel      | Red Bull-Renault   | 1:27,249 |
| Buenos Aires                | Buenos Aires         | GP Argentyny 1997         | Gerhard Berger        | Benetton-Renault   | 1:27,981 |
| Caesars Palace              | Las Vegas            | GP Las Vegas 1982         | Michele Alboreto      | Tyrrell-Ford       | 1:19,639 |
| Catalunya                   | Montmelo             | GP Hiszpanii 2020         | Valtteri Bottas       | Mercedes           | 1:18,183 |
| Clermont-Ferrand            | Clermont-Ferrand     | GP Francji 1972           | Chris Amon            | Matra              | 2:53,900 |
| Dallas                      | Dallas               | GP USA 1984               | Niki Lauda            | McLaren-TAG        | 1:43,353 |
| Detroit                     | Detroit              | GP USA – Wschód 1987      | Ayrton Senna          | Lotus-Renault      | 1:40,464 |
| Dijon-Prenois               | Dijon                | GP Szwajcarii 1982        | Alain Prost           | McLaren-TAG        | 1:05,257 |
| Donington Park              | Leicestershire       | GP Europy 1993            | Ayrton Senna          | McLaren-Ford       | 1:18,029 |
| East London                 | East London          | GP RPA 1965               | Jim Clark             | Lotus-Climax       | 1:27,600 |
| Estoril                     | Estoril              | GP Portugalii 1994        | David Coulthard       | Williams-Renault   | 1:22,446 |
| Fuji                        | Shizuoka             | GP Japonii 2008           | Felipe Massa          | Ferrari            | 1:18,426 |
| Gilles Villeneuve           | Montreal             | GP Kanady 2019            | Valtteri Bottas       | Mercedes           | 1:13,078 |
| Hockenheim                  | Hockenheim           | GP Niemiec 2004           | Kimi Räikkönen        | McLaren-Mercedes   | 1:13,780 |
| Hungaroring                 | Budapeszt            | GP Węgier 2020            | Lewis Hamilton        | Mercedes           | 1:16,627 |
| Imola                       | Imola                | GP San Marino 2004        | Michael Schumacher    | Ferrari            | 1:20,411 |
| Indianapolis                | Indianapolis         | GP USA 2004               | Rubens Barrichello    | Ferrari            | 1:10,399 |
| Interlagos                  | São Paulo            | GP Brazylii 2018          | Valtteri Bottas       | Mercedes           | 1:10,540 |
| Istanbul Park               | Stambuł              | GP Turcji 2005            | Juan Pablo Montoya    | McLaren-Mercedes   | 1:24,770 |
| Jacarepaguá                 | Rio de Janeiro       | GP Brazylii 1989          | Riccardo Patrese      | Williams-Renault   | 1:32,507 |
| Járama                      | Járama               | GP Hiszpanii 1979         | Gilles Villeneuve     | Ferrari            | 1:16,440 |
| Jerez                       | Jerez de la Frontera | GP Europy 1997            | Heinz-Harald Frentzen | Williams-Renault   | 1:23,135 |
| Kyalami                     | Kyalami              | GP RPA 1992               | Nigel Mansell         | Williams-Renault   | 1:17,578 |
| Le Mans                     | Le Mans              | GP Francji 1967           | Graham Hill           | Lotus-Ford         | 1:36,700 |
| Long Beach                  | Long Beach           | GP USA – Zachód 1983      | Niki Lauda            | McLaren-Ford       | 1:28,330 |
| Magny-Cours                 | Nevers               | GP Francji 2004           | Michael Schumacher    | Ferrari            | 1:15,377 |
| Marina Bay                  | Singapur             | GP Singapuru 2018         | Kevin Magnussen       | Haas-Ferrari       | 1:41,905 |
| Meksyk                      | Meksyk               | GP Meksyku 2018           | Valtteri Bottas       | Mercedes           | 1:18,741 |
| Monsanto Park               | Lizbona              | GP Portugalii 1959        | Stirling Moss         | Cooper-Climax      | 2:05,070 |
| Monte Carlo                 | Monako               | GP Monako 2004            | Max Verstappen        | Red Bull-TAG Heuer | 1:14,260 |
| Mont-Tremblant              | Saint-Jovite         | GP Kanady 1970            | Clay Regazzoni        | Ferrari            | 1:32,200 |
| Montjuïc Park               | Barcelona            | GP Hiszpanii 1973         | Ronnie Peterson       | Lotus-Ford         | 1:23,800 |
| Monza                       | Monza                | GP Włoch 2004             | Rubens Barrichello    | Ferrari            | 1:21,046 |
| Mosport Park                | Bowmanville          | GP Kanady 1977            | Mario Andretti        | Lotus-Ford         | 1:13,299 |
| Mugello                     | Mugello              | GP Toskanii 2020          | Lewis Hamilton        | Mercedes           | 1:18,833 |
| Nivelles-Baulers            | Nivelles             | GP Belgii 1974            | Denny Hulme           | McLaren-Ford       | 1:11,310 |
| Nürburgring                 | Nürburg              | GP Europy 2004            | Michael Schumacher    | Ferrari            | 1:29,468 |
| Paul Ricard                 | Castellet            | GP Francji 2019           | Sebastian Vettel      | Ferrari            | 1:32,740 |
| Pedralbes                   | Barcelona            | GP Hiszpanii 1951         | Juan Manuel Fangio    | Alfa Romeo         | 2:16,930 |
| Pescara                     | Pescara              | GP Pescara 1957           | Stirling Moss         | Vanwall            | 9:44,600 |
| Phoenix                     | Phoenix              | GP USA 1991               | Jean Alesi            | Ferrari            | 1:26,768 |
| Porto                       | Porto                | GP Portugalii 1960        | John Surtees          | Lotus-Climax       | 2:27,530 |
| Red Bull Ring               | Spielberg            | GP Styrii 2020            | Carlos Sainz Jr.      | McLaren            | 1:05,619 |
| Reims-Gueux                 | Reims                | GP Francji 1966           | Lorenzo Bandini       | Ferrari            | 2:11,300 |
| Riverside                   | Riverside            | GP USA 1960               | Jack Brabham          | Cooper-Climax      | 1:56,300 |
| Rouen-les-Essarts           | Rouen                | GP Francji 1964           | Jack Brabham          | Brabham-Repco      | 2:11,400 |
| Sakhir                      | Sakhir               | GP Bahrajnu 2017          | Lewis Hamilton        | Mercedes           | 1:32,798 |
| Sebring                     | Sebring              | GP USA 1959               | Maurice Trintignant   | Cooper-Climax      | 3:05,000 |
| Sepang                      | Kuala Lumpur         | GP Malezji 2017           | Sebastian Vettel      | Scuderia Ferrari   | 1:34,080 |
| Shanghai                    | Szanghaj             | GP Chin 2004              | Michael Schumacher    | Ferrari            | 1:32,238 |
| Silverstone                 | Silverstone          | GP Wielkiej Brytanii 2020 | Max Verstappen        | Red Bull           | 1:27,097 |
| Sochi                       | Soczi                | GP Rosji 2019             | Lewis Hamilton        | Mercedes           | 1:35,761 |
| Spa-Francorchamps           | Stavelot             | GP Belgii 2018            | Valtteri Bottas       | Mercedes           | 1:46,286 |
| Suzuka                      | Suzuka               | GP Japonii 2019           | Lewis Hamilton        | Mercedes           | 1:30,983 |
| Valencia                    | Walencja             | GP Europy 2009            | Timo Glock            | Toyota             | 1:38,683 |
| Watkins Glen                | Watkins Glen         | GP USA 1980               | Alan Jones            | Williams-Ford      | 1:34,068 |
| Yas Marina                  | Abu Zabi             | GP Abu Zabi 2019          | Lewis Hamilton        | Mercedes           | 1:39,283 |
| Yeongam                     | Yeongam              | GP Korei Południowej 2011 | Sebastian Vettel      | Red Bull           | 1:39,605 |
| Zandvoort                   | Zandvoort            | GP Holandii 1985          | Alain Prost           | McLaren-TAG        | 1:16,538 |
| Zeltweg                     | Zeltweg              | GP Austrii 1964           | Dan Gurney            | Brabham-Climax     | 1:10,560 |
| Zolder                      | Heusden Zolder       | GP Belgii 1984            | Rene Arnoux           | Ferrari            | 1:19,294 |

| P | Kierowca           | Ilość rekordów | P | Konstruktor | Ilość rekordów |
| - | ------------------ | -------------- | - | ----------- | -------------- |
| 1 | Michael Schumacher | 6              | 1 | Ferrari     | 18             |
| = | Lewis Hamilton     | 6              | 2 | Mercedes    | 12             |
| 3 | Valtteri Bottas    | 5              | 3 | McLaren     | 9              |
| 4 | Sebastian Vettel   | 4              | 4 | / Lotus     | 7              |
| 5 | Stirling Moss      | 3              | = | Williams    | 7              |
| = | Niki Lauda         | 3              | 6 | Red Bull    | 4              |
| 7 | Max Verstappen     | 2              | 7 | Brabham     | 3              |
| = | Rubens Barrichello | 2              | = | Cooper      | 3              |
| = | Jim Clark          | 2              | 9 | / Benetton  | 2              |
| = | Jack Brabham       | 2              | = | Vanwall     | 2              |
| = | Nigel Mansell      | 2              | = |             |                |
| = | Juan Manuel Fangio | 2              | = |             |                |
| = | Alain Prost        | 2              | = |             |                |
| = | Ayrton Senna       | 2              | = |             |                |
| = | Charles Leclerc    | 2              | = |             |                |